# Pycnanthemum verticillatum
Pycnanthemum verticillatum är en kransblommig växtart som först beskrevs av André Michaux, och fick sitt nu gällande namn av Christiaan Hendrik Persoon. Pycnanthemum verticillatum ingår i släktet Pycnanthemum och familjen kransblommiga växter. Inga underarter finns listade i Catalogue of Life.

## Bildgalleri

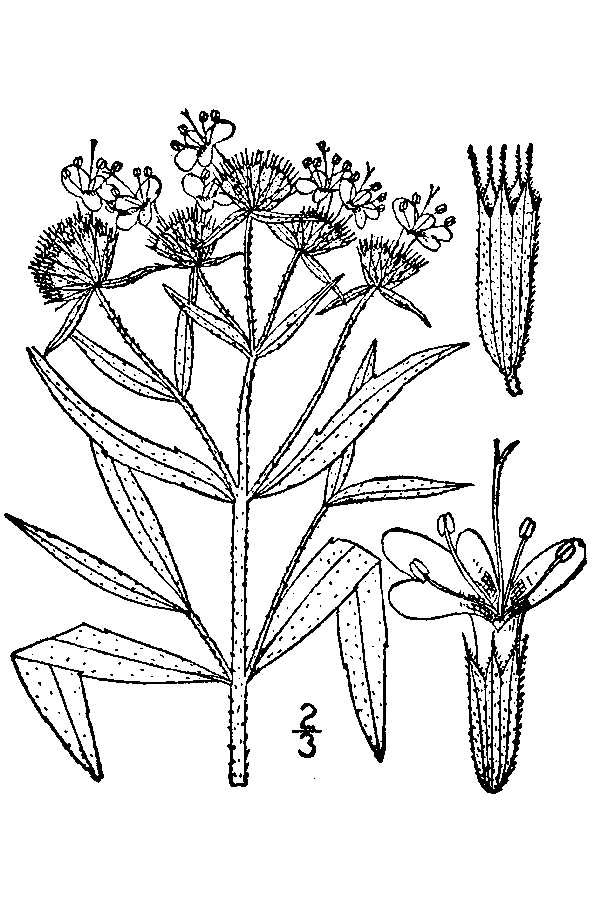
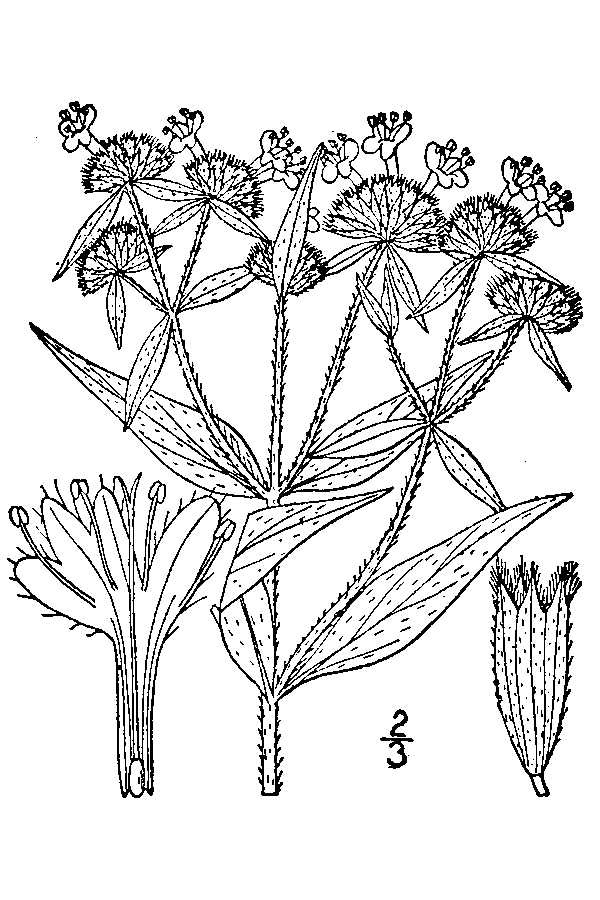